# Criocharacta amphiactis
Criocharacta amphiactis är en fjärilsart som beskrevs av Edward Meyrick 1939. Criocharacta amphiactis ingår i släktet Criocharacta och familjen säckspinnare. Inga underarter finns listade i Catalogue of Life.